# 瑞曼
瑞曼（發音：[/θùja̰ ʃwè máɴ/]；1947年7月11日—）是一位缅甸政治人物，曾任缅甸联邦议会人民院议长（眾議院议长）。

## 生平
他原是缅甸军政府时期的第三号人物，曾任缅甸三军总参谋长、军政府第一秘书、上将军衔。在军政府时期身居高位，职位高于登盛，曾被认为是军政府的接班人。
2011年，登盛就任缅甸总统后，帶領前軍人組成文人政府；此時，瑞曼出任联邦议会人民院议长，並兼任执政党联邦巩固与发展党副主席。
2013年5月2日，登盛正式辞任党主席，瑞曼继任成为党主席。
2013年6月，他表态将会参加2015年举行的总统选举。其作为推行民主改革的主要人物，被视为坚定的改革派，同昂山素姬的关系良好。
2015年8月，他被解除黨主席一職，據傳原因是與登盛不合，這也是緬甸結束軍人統治以來最劇烈的政治勢力重組。